# Grisuten
Grisuten ist ein Handelsname für die Polyesterfaser PES. In der DDR war Grisuten ein viel verwendeter Grundstoff der Bekleidungsindustrie.
Die Chemiefaser PES wurde 1946 erstmals in England entwickelt und erhielt Ende der 1960er-Jahre in der DDR die Handelsbezeichnung Grisuten. Betriebe, die ihre Textilien mit Grisuten kennzeichneten, waren Mitglied im Warenzeichenverband für Kunststofferzeugnisse der DDR e.V. Grisuten (ältere Bezeichnung: Lanon) hatte ähnliche Gebrauchseigenschaften wie die Polyamidfaser Dederon. Im Konsumgüterbereich eignete sich Grisuten besonders zur Herstellung sogenannter pflegearmer Blusen, für Regenmäntel, Anzug-, Kostüm- und Rockstoffe, Gardinen und Badebekleidung. Weitere Enderzeugnisse waren Filter, Planen und künstliche Arterien.
In der Werbung wurde das (besonders im Vergleich mit Baumwollkleidung) mühelose Reinigen hervorgehoben, bei dem kein Stärken und Bügeln mehr nötig war.
Das Ausgangsprodukt für die Grisuten-Oberbekleidung, die Terephthalsäure wurde in dem Erdölverarbeitungswerkes Schwedt produziert und in Premnitz weiterverarbeitet. An diesem Standort werden auch 2017 noch Grisutenfasern durch die Märkische Faser GmbH  hergestellt (Grisuten ist deren eingetragene Warenmarke).

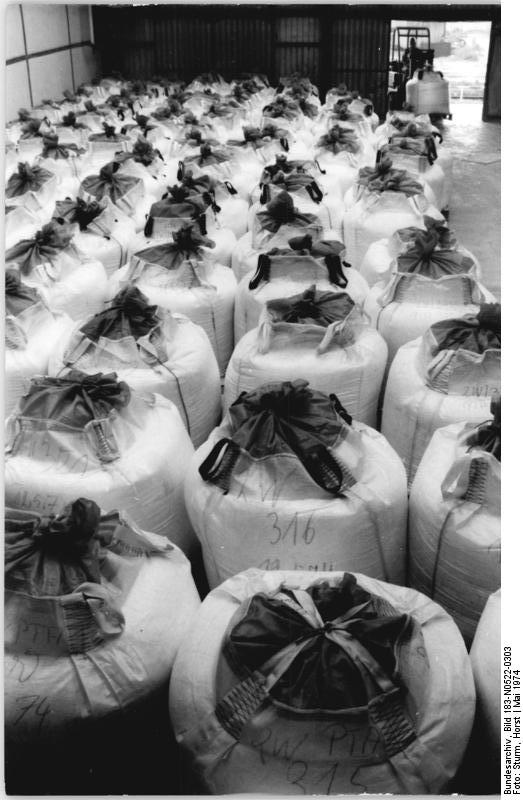
In Säcke abgefüllte Terephthalsäure, dem Grundstoff für Grisuten.
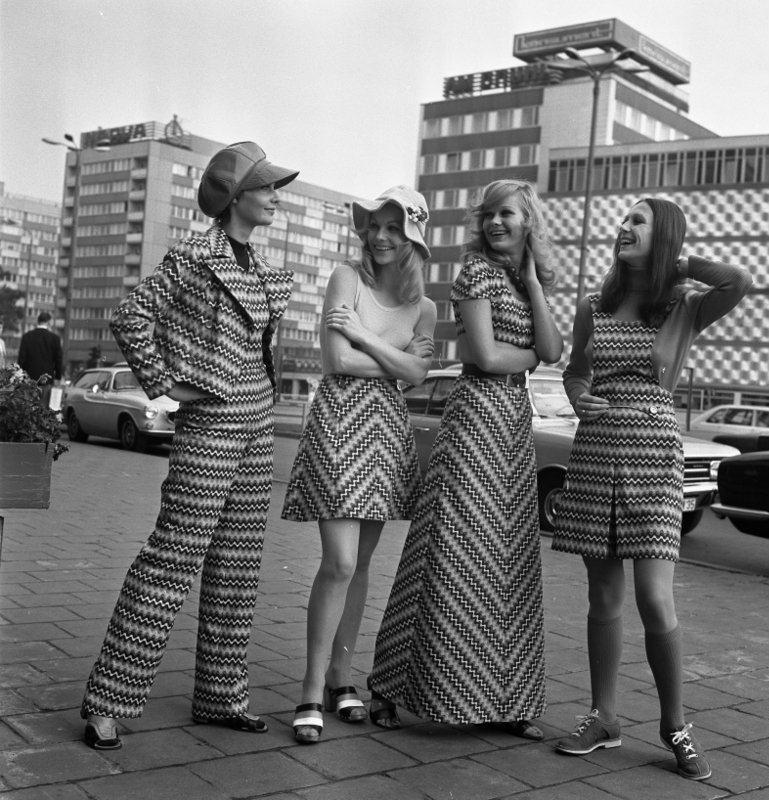
ModeJugend73, gefertigt aus dem neuen, pflegeleichten und strapazierfähigem Gewebe Grisuten-esturan.
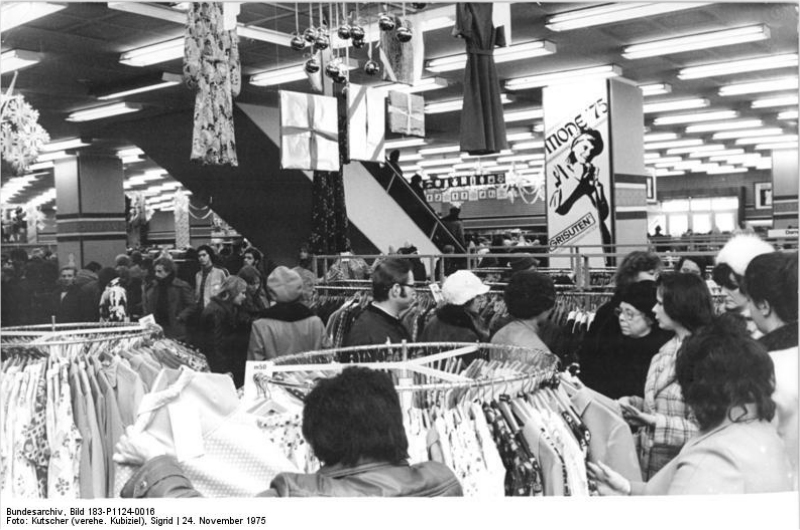
Werbung für Mode aus Grisuten im Centrum Warenhaus Berlin 1975.